# Vertonne (Loire-Atlantique)
Pour rivière de Vendée, voir Vertonne (Vendée).
La Vertonne est une rivière de la Loire-Atlantique, s’écoulant dans le nord de la commune de Vertou, se jetant dans le Sèvre Nantaise juste en aval de la chaussée des Moines.

## Géographie
D'une longueur de 3,6 Kilomètres, la Vertonne conflue avec la Sèvre Nantaise à l'altitude 6 mètres entre les lieux-dits Mottechaix et la chaussée des Moines, sur la commune de Vertou.